# Haymarket (London)
 For alternative betydninger, se Haymarket. (Se også artikler, som begynder med Haymarket)
Haymarket er en gade i det centrale London. Den går fra The Mall nær Trafalgar Square op til Piccadilly Circus. Gaden er kendt for sine fashionable restauranter og sine to traditionsrige teatre, Theatre Royal (Haymarket Theatre) og Her Majesty's Theatre.
Haymarket ligger i Londons teaterdistrikt West End og har huset teatre siden 1600-tallet. I 1705 åbnede her Queen's Theatre, tegnet af arkitekten John Vanbrugh. Da salen viste sig at have en akustik, som egnede sig for operafremførelser, blev Queen's snart en ledende operascene i London. Det var her, de fleste af Georg Friedrich Händels operaer og oratorier havde premiere mellem 1710 og 1745. Efter dronning Annes død i 1710 blev teateret omdøbt til King's Theatre. Bygningen brændte i 1790. Et nyt King's Theatre blev rejst kort tid efter, men gik tabt i en ny brand hundrede år senere. I 1897 blev så His Majesty's Theatre bygget på samme sted, og denne bygning (Her Majesty's Theatre) er fortsat i brug til større musicalopsætninger.
Theatre Royal på anden side af gaden er fra 1820. Her lå der tidligere et teater fra 1720'erne.
Bordelvirksomheden, som Haymarket i tidligere tider var særlig kendt for, er der få spor efter i dag.
51°30′31″N 0°07′55″V / 51.5086°N 0.1319°V